# Френкель-Френель, Исаак
Ицхак Френкель-Френель (Исаак Иосифович Френкель; 10 августа 1899, Одесса — 1981, Тель-Авив) — израильский и французский художник.

## Биография
Родился в Одессе. Шестой из семи детей Иосифа-Цви Френкеля и Иохевед Кашер. Правнук известного цадика Лейви-Ицхока из Бердичева. Учился в художественной школе Одессы у А. А. Экстер (1917). С 1919 года жил в Эрец-Исраэль. В 1920 году организовал художественный кооператив в Яффо и студию художников в Герцлии. Затем уезжает в Париж, где учится в Школе изящных искусств и Академии Гранд-Шомьер, ученик скульптора Антуана Бурделя и художника Анри Матисса. В 1924 году выставляется в Салоне Независимых в Париже.
В 1925 году И. Френкель возвращается и открывает студию изобразительного искусства в Школе Гистадрута в Тель-Авиве. Среди его учеников были Шимшон Гольцман, Мордехай Леванон, Давид Гендлер, Джозеф Косоноги и Циона Таяр. И. Френкель также был учителем выпускников Академии искусства и дизайна «Бецалель» Авигдора Стемацки, Иехецкеля Штрайхмана, Моше Кастеля и Арье Ароха.
После пяти лет, проведенных в Париже, художник поселился в Цфате в 1934 году, задолго до появления знаменитого квартала художников в этом городе. И.Френкель-Френель — лауреат многих премий и наград, среди которых Премия Дизенгофа; он также участник первой и второй Венецианской биеннале (1950).
В 1973 году открылся музей художника в доме, где он жил, в Цфате. Картины художника есть в собрании Музея Израиля в Иерусалиме.